# Mínima

duas mínimas (abaixo e acima da terceira linha) e sua pausa correspondente.

Mínima é a figura musical cuja duração é metade de uma semibreve.
Em fórmulas de compasso em que o denominador é um 2 (como 2/2, 4/2, 6/2), a mínima é a unidade de tempo.
A mínima é representada por um círculo vazio com haste. Quando a nota é escrita até a terceira linha da pauta a haste fica à direita da nota e virada para cima. Quando a nota está acima da terceira linha, a haste fica à esquerda da nota e virada para baixo. A pausa com duração de mínima é uma linha grossa que preenche a metade inferior do terceiro espaço da pauta (colada à terceira linha).
A Contagem Silábica da mínima é representada por: Tá-á